# Eishockey-Weltmeisterschaft der Herren 2007
Die 71. A-Eishockey-Weltmeisterschaft der Herren (russisch 71. Чемпионат мира по хоккею с шайбой среди мужчин 2007/71. Čempionat mira po chokkeju s šajboj sredi mužčin 2007) wurde von der Internationalen Eishockey-Föderation IIHF an Russland vergeben und fand vom 27. April bis zum 13. Mai 2007 in Moskau und Mytischtschi statt. Die Sowjetunion war bereits vier Mal (1957, 1973, 1979 und 1986) Austragungsort von Eishockeyweltmeisterschaften, Russland in seiner heutigen Form ein Mal (2000).
Russland setzte sich deutlich mit 61 von 88 Stimmen gegen Deutschland (16) und Schweden (11) durch, vor allem weil es von den drei Bewerbern am längsten keine WM ausgetragen hatte.
Das Finale fand am 13. Mai statt. Kanada konnte sich vor 12.000 Zuschauern gegen Finnland mit 4:2 durchsetzen und gewann seinen insgesamt 24. WM-Titel.

## Teilnehmer, Austragungsorte und -zeiträume
- Top-Division: 27. April bis 13. Mai 2007 in Moskau und Mytischtschi, Russland
Teilnehmer:  Belarus,  Dänemark,  Deutschland (Aufsteiger),  Finnland,  Italien,  Kanada,  Lettland,  Norwegen,  Österreich (Aufsteiger),  Russland,  Schweden (Titelverteidiger),  Schweiz,  Slowakei,  Tschechien,  Ukraine,  USA

- Division I
  - Gruppe A: 15. bis 21. April 2007 in Qiqihar, Volksrepublik China
Teilnehmer:  Volksrepublik China (Aufsteiger),  Estland,  Frankreich,  Kasachstan (Absteiger),  Niederlande,  Polen
  - Gruppe B: 15. bis 21. April 2007 in Ljubljana, Slowenien
Teilnehmer:  Großbritannien,  Japan,  Litauen,  Rumänien (Aufsteiger),  Slowenien (Absteiger),  Ungarn

- Division II
  - Gruppe A: 11. bis 17. April 2007 in Zagreb, Kroatien
Teilnehmer:  Belgien,  Bulgarien,  Kroatien (Absteiger),  Serbien,  Spanien,  Türkei (Aufsteiger)
  - Gruppe B: 2. bis 8. April 2007 in Seoul, Südkorea
Teilnehmer:  Australien,  Island (Aufsteiger),  Israel (Absteiger),  Mexiko,  Südkorea

- Division III
  - 15. bis 21. April 2007 in Dundalk, Irland
Teilnehmer:  Irland,  Luxemburg,  Mongolei (Neuling),  Neuseeland (Absteiger),  Südafrika (Absteiger)

 Nordkorea verzichtete als letztjähriger Teilnehmer an der Division II auf eine Teilnahme am Turnier der Gruppe B der Division II. Die Mannschaft stand damit als Absteiger in die Division III fest. Ebenso zog  Armenien sich kurz vor Beginn vom Turnier der Division III zurück.

## Top-Division
Die Weltmeisterschaft der Top-Division wurde vom 27. April bis 13. Mai 2007 in der russischen Hauptstadt Moskau sowie in der Vorstadt Mytischtschi ausgetragen.

### Austragungsorte
Gespielt wurde in der für das Turnier neu erbauten Chodynka-Arena von Moskau, die 12.126 Zuschauern Platz bietet und in der Mytischtschi-Arena, die 7.000 Zuschauern Platz bietet und sich in der 20 Kilometer von Moskau entfernten Industrie-Vorstadt Mytischtschi befindet. Zunächst war vorgesehen, jeweils einen Austragungsort nach Moskau und einen nach Sankt Petersburg zu legen, nachdem Sankt Petersburg schon bei der Weltmeisterschaft 2000 ein Austragungsort gewesen war. Jedoch wurden – nach der Änderung des WM-Reglements, nach dem möglichst wenige Mannschaften weite Reisen in Kauf nehmen müssen, durch den IIHF sowie einem befürchteten Mangel an Zuschauern in Sankt Petersburg seitens des russischen Verbandes – beide Austragungsorte in oder in die Nähe der russischen Hauptstadt gelegt.
| Chodynka-Arena |

| Mytischtschi-Arena |

| Chodynka-Arena |

| Mytischtschi-Arena |

### Teilnehmer
Am Turnier nahmen die besten 14 Mannschaften der Vorjahres-Weltmeisterschaft sowie die Sieger der beiden Turniere der Division I des Vorjahres teil:
| 14 aus Europa     | Belarus              | Dänemark                    | Deutschland (Aufsteiger aus Division I) | Finnland                               |
| 14 aus Europa     | Italien              | Lettland                    | Norwegen                                | Österreich (Aufsteiger aus Division I) |
| 14 aus Europa     | Russland (Gastgeber) | Schweden (Titelverteidiger) | Schweiz                                 | Slowakei                               |
| 14 aus Europa     | Tschechien           | Tschechien                  | Ukraine                                 | Ukraine                                |
| 2 aus Nordamerika | Kanada               | Kanada                      | USA                                     | USA                                    |

#### Gruppeneinteilung
Die Gruppeneinteilung der Vorrunde wurde auf Basis der nach Abschluss der Weltmeisterschaft 2006 aktuellen IIHF-Weltrangliste festgelegt:
| Gruppe A (Moskau) | Gruppe B (Mytischtschi) | Gruppe C (Mytischtschi) | Gruppe D (Moskau) |
| Schweden (1)      | Tschechien (2)          | Kanada (3)              | Finnland (4)      |
| Schweiz (8)       | USA (7)                 | Slowakei (6)            | Russland (5)      |
| Lettland (9)      | Belarus (10)            | Deutschland (12)        | Ukraine (13)      |
| Italien (17)      | Österreich (16)         | Norwegen (15)           | Dänemark (14)     |

* In Klammern ist der jeweilige Weltranglistenplatz angegeben.

### Vorrunde

#### Gruppe A
| 28. April 2007 16:15 Uhr (Ortszeit) | Schweiz A. Wichser (35:50) S. Jeannin (39:10) | 2:1 (0:0, 2:1, 0:0) Spielbericht | Lettland L. Dārziņš (28:25) | Chodynka-Arena, Moskau Zuschauer: 6.668 |

| 28. April 2007 20:15 Uhr | Schweden J. Davidsson (15:31) F. Emvall (17:19) T. Mårtensson (23:40) F. Bremberg (25:17) J. Davidsson (28:43) J. Hedström (29:53) P. Hållberg (51:50) | 7:1 (2:1, 4:0, 1:0) Spielbericht | Italien G. De Bettin (3:07) | Chodynka-Arena, Moskau Zuschauer: 4.420 |

| 30. April 2007 16:15 Uhr | Schweiz G. Bezina (15:44) I. Rüthemann (51:57) | 2:1 (1:0, 0:0, 1:1) Spielbericht | Italien L. Ansoldi (44:18) | Chodynka-Arena, Moskau Zuschauer: 6.520 |

| 30. April 2007 20:15 Uhr | Lettland K. Daugaviņš (41:00) A. Širokovs (42:31) | 2:8 (0:1, 0:3, 2:4) Spielbericht | Schweden N. Bäckström (0:29) J. Åkerman (26:28) R. Wallin (28:03) F. Bremberg (38:15) M. Johansson (43:08) P. Hörnqvist (55:13) F. Warg (56:30) D. Tärnström (57:15) | Chodynka-Arena, Moskau Zuschauer: 5.250 |

| 2. Mai 2007 16:15 Uhr | Italien J. Cirone (23:03) L. Ansoldi (56:41) C. Borgatello (57:41) J. Cirone (64:10) | 4:3 n. V. (0:1, 1:0, 2:2, 1:0) Spielbericht | Lettland L. Dārziņš (14:51) K. Daugaviņš (51:43) L. Dārziņš (58:09) | Chodynka-Arena, Moskau Zuschauer: 6.180 |

| 2. Mai 2007 20:15 Uhr | Schweden M. Thörnberg (21:00) A. Strålman (23:46) P. Hörnqvist (24:43) J. Davidsson (27:42) J. Davidsson (38:22) R. Wallin (47:00) | 6:0 (0:0, 5:0, 1:0) Spielbericht | Schweiz | Chodynka-Arena, Moskau Zuschauer: 4.900 |

| Pl. |          | Sp | S | OTS | OTN | N | Tore  | Punkte |
| --- | -------- | -- | - | --- | --- | - | ----- | ------ |
| 1.  | Schweden | 3  | 3 | 0   | 0   | 0 | 21:03 | 9      |
| 2.  | Schweiz  | 3  | 2 | 0   | 0   | 1 | 04:08 | 6      |
| 3.  | Italien  | 3  | 0 | 1   | 0   | 2 | 06:12 | 2      |
| 4.  | Lettland | 3  | 0 | 0   | 1   | 2 | 06:14 | 1      |

Abkürzungen: Pl. = Platz, Sp = Spiele, S = Siege, OTS = Siege nach Verlängerung (Overtime) oder Penaltyschießen, OTN = Niederlagen nach Verlängerung oder Penaltyschießen, N = Niederlagen

Erläuterungen: Zwischenrundenqualifikant, Abstiegsrundenqualifikant

#### Gruppe B
| 27. April 2007 16:15 Uhr | USA P. Kessel (1:59) T. Petersen (10:22) L. Stempniak (17:19) C. Clark (20:24) E. Cole (40:14) B. Bochenski (53:02) | 6:2 (3:1, 1:1, 2:0) Spielbericht | Österreich R. Divis (14:51) O. Setzinger (30:51) | Mytischtschi-Arena, Mytischtschi Zuschauer: 1.900 |

| 27. April 2007 20:15 Uhr | Belarus A. Antonenka (16:18) A. Antonenka (27:40) | 2:8 (1:4, 1:1, 0:3) Spielbericht | Tschechien J. Hlinka (7:57) D. Výborný (10:19) T. Plekanec (16:31) R. Olesz (18:41) P. Sýkora (27:21) T. Plekanec (42:27) J. Marek (45:13) Z. Irgl (45:28) | Mytischtschi-Arena, Mytischtschi Zuschauer: 5.400 |

| 29. April 2007 16:15 Uhr | Tschechien P. Sýkora (3:55) J. Hlinka (10:04) P. Čáslava (31:02) M. Barinka (44:07) J. Hlinka (48:24) J. Marek (55:07) | 6:1 (2:0, 1:1, 3:0) Spielbericht | Österreich R. Divis (37:08) | Mytischtschi-Arena, Mytischtschi Zuschauer: 2.500 |

| 29. April 2007 20:15 Uhr | USA J. Johnson (2:40) L. Stempniak (4:47) C. LaRose (17:45) C. Clark (24:30) L. Stempniak (35:05) | 5:1 (3:0, 2:0, 0:1) Spielbericht | Belarus A. Antonenka (43:31) | Mytischtschi-Arena, Mytischtschi Zuschauer: 3.600 |

| 1. Mai 2007 16:15 Uhr | Österreich A. Lakos (18:40) A. Lakos (24:26) | 2:5 (1:2, 1:2, 0:1) Spielbericht | Belarus A. Hlebau (3:06) D. Dudsik (17:48) A. Uharau (27:10) A. Antonenka (33:14) A. Kulakou (54:34) | Mytischtschi-Arena, Mytischtschi Zuschauer: 4.700 |

| 1. Mai 2007 20:15 Uhr | Tschechien P. Čáslava (16:52) Z. Irgl (34:37) P. Tenkrát (47:51) J. Bednář (58:52) | 4:3 (1:0, 1:1, 2:2) Spielbericht | USA R. Suter (24:42) C. LaRose (53:59) A. Hutchinson (55:37) | Mytischtschi-Arena, Mytischtschi Zuschauer: 6.100 |

| Pl. |            | Sp | S | OTS | OTN | N | Tore  | Punkte |
| --- | ---------- | -- | - | --- | --- | - | ----- | ------ |
| 1.  | Tschechien | 3  | 3 | 0   | 0   | 0 | 18:06 | 9      |
| 2.  | USA        | 3  | 2 | 0   | 0   | 1 | 14:07 | 6      |
| 3.  | Belarus    | 3  | 1 | 0   | 0   | 2 | 08:15 | 3      |
| 4.  | Österreich | 3  | 0 | 0   | 0   | 3 | 05:17 | 0      |

Abkürzungen: Pl. = Platz, Sp = Spiele, S = Siege, OTS = Siege nach Verlängerung (Overtime) oder Penaltyschießen, OTN = Niederlagen nach Verlängerung oder Penaltyschießen, N = Niederlagen

Erläuterungen: Zwischenrundenqualifikant, Abstiegsrundenqualifikant

#### Gruppe C
| 28. April 2007 16:15 Uhr | Deutschland C. Ullmann (9:51) R. Dietrich (21:23) | 2:3 (1:1, 1:1, 0:1) Spielbericht | Kanada J. Mayers (17:39) E. Staal (20:53) J. Mayers (51:42) | Mytischtschi-Arena, Mytischtschi Zuschauer: 4.300 |

| 28. April 2007 20:15 Uhr | Slowakei M. Uram (12:00) Z. Chára (12:51) B. Radivojevič (37:39) | 3:0 (2:0, 1:0, 0:0) Spielbericht | Norwegen | Mytischtschi-Arena, Mytischtschi Zuschauer: 2.800 |

| 30. April 2007 16:15 Uhr | Slowakei P. Podhradský (8:14) P. Podhradský (22:42) R. Kapuš (49:15) M. Gáborík (56:53) R. Somík (58:16) | 5:1 (1:0, 1:0, 3:1) Spielbericht | Deutschland F. Busch (47:30) | Mytischtschi-Arena, Mytischtschi Zuschauer: 3.800 |

| 30. April 2007 20:15 Uhr | Kanada R. Nash (13:24) J. Chimera (15:17) S. Doan (40:22) J. Williams (49:44) | 4:2 (2:1, 0:1, 2:0) Spielbericht | Norwegen L.-E. Spets (9:29) J. Andersen (32:14) | Mytischtschi-Arena, Mytischtschi Zuschauer: 3.300 |

| 2. Mai 2007 16:15 Uhr | Norwegen Mat. Trygg (22:08) M. Ask (23:02) L.-E. Spets (23:50) | 3:5 (0:2, 3:3, 0:0) Spielbericht | Deutschland M. Hackert (8:11) M. Wolf (14:45) M. Wolf (24:25) J. Tripp (26:58) A. Barta (32:51) | Mytischtschi-Arena, Mytischtschi Zuschauer: 2.200 |

| 2. Mai 2007 20:15 Uhr | Kanada C. Murphy (3:39) J. Mayers (20:25) E. Brewer (31:27) D. Hamhuis (35:09) R. Nash (49:02) | 5:4 (1:1, 3:2, 1:1) Spielbericht | Slowakei M. Jurčina (2:05) M. Hossa (33:48) M. Uram (37:37) M. Šatan (43:38) | Mytischtschi-Arena, Mytischtschi Zuschauer: 6.500 |

| Pl. |             | Sp | S | OTS | OTN | N | Tore  | Punkte |
| --- | ----------- | -- | - | --- | --- | - | ----- | ------ |
| 1.  | Kanada      | 3  | 3 | 0   | 0   | 0 | 12:08 | 9      |
| 2.  | Slowakei    | 3  | 2 | 0   | 0   | 1 | 12:06 | 6      |
| 3.  | Deutschland | 3  | 1 | 0   | 0   | 2 | 08:11 | 3      |
| 4.  | Norwegen    | 3  | 0 | 0   | 0   | 3 | 05:12 | 0      |

Abkürzungen: Pl. = Platz, Sp = Spiele, S = Siege, OTS = Siege nach Verlängerung (Overtime) oder Penaltyschießen, OTN = Niederlagen nach Verlängerung oder Penaltyschießen, N = Niederlagen

Erläuterungen: Zwischenrundenqualifikant, Abstiegsrundenqualifikant

#### Gruppe D
| 27. April 2007 16:15 Uhr | Ukraine | 0:5 (0:1, 0:3, 0:1) Spielbericht | Finnland P. Saravo (12:07) S. Bergenheim (24:06) T. Pärssinen (27:18) T. Pärssinen (33:08) P. Kontiola (51:28) | Chodynka-Arena, Moskau Zuschauer: 6.500 |

| 27. April 2007 20:15 Uhr | Russland D. Saripow (0:28) I. Nikulin (3:32) J. Malkin (3:54) P. Stschastliwy (22:24) A. Markow (25:38) A. Morosow (27:20) N. Kuljomin (29:44) A. Owetschkin (32:13) A. Frolow (55:43) | 9:1 (3:1, 5:0, 1:0) Spielbericht | Dänemark P. Regin (17:20) | Chodynka-Arena, Moskau Zuschauer: 12.000 |

| 29. April 2007 16:15 Uhr | Finnland P. Nummelin (7:36) M. Koivu (14:09) P. Nummelin (18:48) V. Peltonen (23:28) A.-P. Berg (41:37) J. Hentunen (50:42) | 6:2 (3:1, 1:0, 2:1) Spielbericht | Dänemark J. Damgaard (12:49) C. Kjærgaard (54:43) | Chodynka-Arena, Moskau Zuschauer: 6.620 |

| 29. April 2007 20:15 Uhr | Russland A. Morosow (9:38) S. Sinowjew (12:22) I. Nikulin (25:15) W. Proschkin (32:01) A. Morosow (39:19) A. Radulow (45:40) A. Morosow (51:40) A. Frolow (56:37) | 8:1 (2:1, 3:0, 3:0) Spielbericht | Ukraine S. Klymentjew (4:00) | Chodynka-Arena, Moskau Zuschauer: 14.000 |

| 1. Mai 2007 16:15 Uhr | Dänemark K. Starkow (1:26) R. Pander (10:31) K. Staal (13:13) K. Staal (30:36) | 4:3 (3:2, 1:0, 0:1) Spielbericht | Ukraine O. Materuchin (7:36) O. Matwijtschuk (13:39) R. Salnykow (52:23) | Chodynka-Arena, Moskau Zuschauer: 6.720 |

| 1. Mai 2007 20:15 Uhr | Finnland T. Ruutu (13:11) J. Hentunen (43:37) J. Lehtinen (48:53) P. Nummelin (54:09) | 4:5 (1:2, 0:2, 3:1) Spielbericht | Russland N. Kuljomin (6:38) D. Saripow (17:40) S. Gontschar (23:49) A. Morosow (26:08) P. Stschastliwy (52:21) | Chodynka-Arena, Moskau Zuschauer: 12.000 |

| Pl. |          | Sp | S | OTS | OTN | N | Tore  | Punkte |
| --- | -------- | -- | - | --- | --- | - | ----- | ------ |
| 1.  | Russland | 3  | 3 | 0   | 0   | 0 | 22:06 | 9      |
| 2.  | Finnland | 3  | 2 | 0   | 0   | 1 | 15:07 | 6      |
| 3.  | Dänemark | 3  | 1 | 0   | 0   | 2 | 07:18 | 3      |
| 4.  | Ukraine  | 3  | 0 | 0   | 0   | 3 | 04:17 | 0      |

Abkürzungen: Pl. = Platz, Sp = Spiele, S = Siege, OTS = Siege nach Verlängerung (Overtime) oder Penaltyschießen, OTN = Niederlagen nach Verlängerung oder Penaltyschießen, N = Niederlagen

Erläuterungen: Zwischenrundenqualifikant, Abstiegsrundenqualifikant

### Zwischenrunde
Die qualifizierten Mannschaften der Vorrundengruppen A und D bildeten die Gruppe E, die qualifizierten Mannschaften der Vorrundengruppen B und C bildeten die Gruppe F. Dabei wurden die Spielwertungen dieser Mannschaften untereinander direkt übernommen und jede Mannschaft spielte nur noch gegen die Mannschaften der jeweils anderen Vorrundengruppe.

#### Gruppe E
| 3. Mai 2007 16:15 Uhr (Ortszeit) | Schweiz | 0:2 (0:0, 0:0, 0:2) Spielbericht | Finnland T. Ruutu (51:37) V. Peltonen (59:46) | Chodynka-Arena, Moskau Zuschauer: 5.010 |

| 3. Mai 2007 20:15 Uhr | Dänemark M. Hansen (2:27) P. Regin (6:40) | 2:5 (2:2, 0:1, 0:2) Spielbericht | Schweden K. Jönsson (13:38) J. Åkerman (17:57) J. Davidsson (33:49) M. Johansson (57:23) J. Davidsson (59:53) | Chodynka-Arena, Moskau Zuschauer: 3.800 |

| 4. Mai 2007 20:15 Uhr | Russland I. Kowaltschuk (34:17) A. Frolow (53:35) A. Morosow (59:56) | 3:0 (0:0, 1:0, 2:0) Spielbericht | Italien | Chodynka-Arena, Moskau Zuschauer: 10.100 |

| 5. Mai 2007 16:15 Uhr | Schweiz T. Monnet (13:19) P. DiPietro (26:20) J. Sprunger (32:06) J. Sprunger (49:34) | 4:1 (1:0, 2:1, 1:0) Spielbericht | Dänemark J. Damgaard (36:41) | Chodynka-Arena, Moskau Zuschauer: 6.200 |

| 5. Mai 2007 20:15 Uhr | Finnland J. Viuhkola (7:29) J. Hentunen (18:48) J. Viuhkola (42:31) | 3:0 (2:0, 0:0, 1:0) Spielbericht | Italien | Chodynka-Arena, Moskau Zuschauer: 4.850 |

| 6. Mai 2007 16:15 Uhr | Russland S. Sinowjew (0:34) I. Kowaltschuk (13:50) D. Saripow (29:44) A. Markow (42:00) A. Frolow (45:45) P. Stschastliwy (49:37) | 6:3 (2:0, 1:1, 3:2) Spielbericht | Schweiz M. Streit (38:58) P. DiPietro (42:26) M. Reichert (51:30) | Chodynka-Arena, Moskau Zuschauer: 12.000 |

| 6. Mai 2007 20:15 Uhr | Schweden J. Åkerman (15:53) | 1:0 (1:0, 0:0, 0:0) Spielbericht | Finnland | Chodynka-Arena, Moskau Zuschauer: 7.200 |

| 7. Mai 2007 16:15 Uhr | Italien G. De Bettin (30:47) R. Ramoser (35:58) | 2:5 (0:3, 2:0, 0:2) Spielbericht | Dänemark B. Nordby Tranholm (3:46) P. Regin (4:23) J. Nielsen (6:30) R. Olsen (49:04) M. Christensen (55:29) | Chodynka-Arena, Moskau Zuschauer: 6.000 |

| 7. Mai 2007 20:15 Uhr | Schweden M. Thörnberg (8:43) A. Steen (38:22) | 2:4 (1:1, 1:1, 0:2) Spielbericht | Russland A. Morosow (17:39) D. Grebeschkow (23:27) J. Malkin (49:51) A. Morosow (56:33) | Chodynka-Arena, Moskau Zuschauer: 14.000 |

| Pl. |          | Sp | S | OTS | OTN | N | Tore  | Punkte |
| --- | -------- | -- | - | --- | --- | - | ----- | ------ |
| 1.  | Russland | 5  | 5 | 0   | 0   | 0 | 27:10 | 15     |
| 2.  | Schweden | 5  | 4 | 0   | 0   | 1 | 21:07 | 12     |
| 3.  | Finnland | 5  | 3 | 0   | 0   | 2 | 15:08 | 9      |
| 4.  | Schweiz  | 5  | 2 | 0   | 0   | 3 | 09:16 | 6      |
| 5.  | Dänemark | 5  | 1 | 0   | 0   | 4 | 11:26 | 3      |
| 6.  | Italien  | 5  | 0 | 0   | 0   | 5 | 04:20 | 0      |

Abkürzungen: Pl. = Platz, Sp = Spiele, S = Siege, OTS = Siege nach Verlängerung (Overtime) oder Penaltyschießen, OTN = Niederlagen nach Verlängerung oder Penaltyschießen, N = Niederlagen

Erläuterungen: Viertelfinalqualifikant

#### Gruppe F
| 3. Mai 2007 16:15 Uhr | USA A. Hutchinson (8:17) D. Backes (12:27) P. Kessel (24:52) B. Bochenski (32:37) | 4:2 (2:1, 2:0, 0:1) Spielbericht | Slowakei Z. Chára (13:08) M. Gáborík (51:21) | Mytischtschi-Arena, Mytischtschi Zuschauer: 2.000 |

| 3. Mai 2007 20:15 Uhr | Deutschland M. Hackert (19:50) M. Wolf (58:19) | 2:0 (1:0, 0:0, 1:0) Spielbericht | Tschechien | Mytischtschi-Arena, Mytischtschi Zuschauer: 2.600 |

| 4. Mai 2007 16:15 Uhr | Kanada S. Doan (22:38) S. Doan (25:15) J. Toews (28:32) S. Doan (29:13) M. Cammalleri (36:20) M. Lombardi (56:15) | 6:3 (0:1, 5:0, 1:2) Spielbericht | Belarus A. Uharau (8:43) A. Radsinski (49:58) D. Mjaleschka (58:53) | Chodynka-Arena, Moskau Zuschauer: 6.200 |

| 5. Mai 2007 16:15 Uhr | USA P. Stastny (2:33) P. Stastny (35:26) L. Stempniak (43:31) | 3:0 (1:0, 1:0, 1:0) Spielbericht | Deutschland | Mytischtschi-Arena, Mytischtschi Zuschauer: 2.200 |

| 5. Mai 2007 20:15 Uhr | Tschechien T. Plekanec (8:02) R. Klesla (54:03) | 2:3 (1:0, 0:2, 1:1) Spielbericht | Slowakei P. Demitra (22:24) R. Kapuš (30:44) M. Gáborík (53:18) | Mytischtschi-Arena, Mytischtschi Zuschauer: 3.400 |

| 6. Mai 2007 16:15 Uhr | Slowakei Z. Chára (11:57) M. Gáborík (22:14) M. Gáborík (24:33) P. Demitra (59:21) | 4:3 (1:1, 2:2, 1:0) Spielbericht | Belarus A. Uharau (15:53) A. Antonenka (33:47) K. Kalzou (34:17) | Mytischtschi-Arena, Mytischtschi Zuschauer: 2.800 |

| 6. Mai 2007 20:15 Uhr | Tschechien M. Židlický (13:17) T. Plekanec (32:05) R. Olesz (46:39) | 3:4 n. V. (1:0, 1:1, 1:2, 0:1) Spielbericht | Kanada J. McClement (22:15) E. Staal (43:22) S. Doan (50:57) E. Staal (60:23) | Mytischtschi-Arena, Mytischtschi Zuschauer: 6.500 |

| 7. Mai 2007 16:15 Uhr | Belarus D. Mjaleschka (1:07) A. Kulakou (18:58) D. Dudsik (26:25) K. Kalzou (33:43) W. Kaszjutschonak (52:46) | 5:6 (2:3, 2:1, 1:2) Spielbericht | Deutschland M. Hackert (5:50) A. Barta (12:08) R. Dietrich (17:53) S. Felski (25:19) M. Wolf (45:24) M. Wolf (53:55) | Mytischtschi-Arena, Mytischtschi Zuschauer: 2.000 |

| 7. Mai 2007 20:15 Uhr | Kanada J. McClement (0:08) M. Cammalleri (2:05) M. Lombardi (12:48) M. Cammalleri (13:25) M. Lombardi (35:19) M. Lombardi (51:58) | 6:3 (4:0, 1:2, 1:1) Spielbericht | USA P. Stastny (29:47) L. Stempniak (37:49) P. Stastny (53:42) | Mytischtschi-Arena, Mytischtschi Zuschauer: 5.500 |

| Pl. |             | Sp | S | OTS | OTN | N | Tore  | Punkte |
| --- | ----------- | -- | - | --- | --- | - | ----- | ------ |
| 1.  | Kanada      | 5  | 4 | 1   | 0   | 0 | 24:15 | 14     |
| 2.  | USA         | 5  | 3 | 0   | 0   | 2 | 18:13 | 9      |
| 3.  | Slowakei    | 5  | 3 | 0   | 0   | 2 | 18:15 | 9      |
| 4.  | Tschechien  | 5  | 2 | 0   | 1   | 2 | 17:14 | 7      |
| 5.  | Deutschland | 5  | 2 | 0   | 0   | 3 | 11:16 | 6      |
| 6.  | Belarus     | 5  | 0 | 0   | 0   | 5 | 14:29 | 0      |

Abkürzungen: Pl. = Platz, Sp = Spiele, S = Siege, OTS = Siege nach Verlängerung (Overtime) oder Penaltyschießen, OTN = Niederlagen nach Verlängerung oder Penaltyschießen, N = Niederlagen

Erläuterungen: Viertelfinalqualifikant

### Abstiegsrunde

#### Gruppe G
| 4. Mai 2007 16:15 Uhr (Ortszeit) | Österreich R. Lukas (29:19) D. Welser (42:26) | 2:3 n. V. (0:0, 1:2, 1:0, 0:1) Spielbericht | Norwegen J. Andersen (32:19) A. Bastiansen (37:10) M. Ask (62:22) | Mytischtschi-Arena, Mytischtschi Zuschauer: 1.500 |

| 4. Mai 2007 20:15 Uhr | Lettland M. Cipulis (8:58) A. Saviels (17:32) O. Sorokins (21:15) O. Sorokins (34:44) M. Rēdlihs (47:00) | 5:0 (2:0, 2:0, 1:0) Spielbericht | Ukraine | Mytischtschi-Arena, Mytischtschi Zuschauer: 2.100 |

| 6. Mai 2007 12:15 Uhr | Lettland K. Daugaviņš (6:30) A. Ņiživijs (28:34) H. Vasiļjevs (43:24) R. Laviņš (47:12) L. Tambijevs (49:37) | 5:1 (1:0, 1:0, 3:1) Spielbericht | Österreich M. Stewart (42:06) | Chodynka-Arena, Moskau Zuschauer: 6.150 |

| 6. Mai 2007 12:15 Uhr | Ukraine D. Zyrul (15:01) O. Blahoj (32:34) J. Nawarenko (48:51) | 3:2 (1:0, 1:2, 1:0) Spielbericht | Norwegen P. Thoresen (28:10) Mat. Trygg (38:17) | Mytischtschi-Arena, Mytischtschi Zuschauer: 1.700 |

| 7. Mai 2007 12:15 Uhr | Österreich T. Koch (6:16) D. Kalt (12:58) P. Lukas (14:24) T. Koch (24:16) P. Lukas (24:48) A. Lakos (27:58) M. Peintner (42:59) M. Peintner (46:55) | 8:4 (3:1, 3:2, 2:1) Spielbericht | Ukraine W. Ljutkewytsch (18:46) O. Bobkin (23:31) D. Zyrul (37:26) R. Salnykow (54:18) | Chodynka-Arena, Moskau Zuschauer: 6.020 |

| 7. Mai 2007 12:15 Uhr | Norwegen A. Bastiansen (3:28) L. Lund (5:03) M. Ask (10:33) M. Hansen (27:30) A. Bastiansen (29:17) M. Hansen (32:23) A. Bastiansen (57:27) | 7:4 (3:2, 3:0, 1:2) Spielbericht | Lettland H. Vasiļjevs (16:09) G. Galviņš (17:42) A. Bērziņš (40:49) A. Semjonovs (58:33) | Mytischtschi-Arena, Mytischtschi Zuschauer: 1.000 |

| Pl. |            | Sp | S | OTS | OTN | N | Tore  | Punkte |
| --- | ---------- | -- | - | --- | --- | - | ----- | ------ |
| 1.  | Lettland   | 3  | 2 | 0   | 0   | 1 | 14:08 | 6      |
| 2.  | Norwegen   | 3  | 1 | 1   | 0   | 1 | 12:09 | 5      |
| 3.  | Österreich | 3  | 1 | 0   | 1   | 1 | 11:12 | 4      |
| 4.  | Ukraine    | 3  | 1 | 0   | 0   | 2 | 07:15 | 3      |

Abkürzungen: Pl. = Platz, Sp = Spiele, S = Siege, OTS = Siege nach Verlängerung (Overtime) oder Penaltyschießen, OTN = Niederlagen nach Verlängerung oder Penaltyschießen, N = Niederlagen

Erläuterungen: Absteiger in die Division I

### Finalrunde
|  | Viertelfinale | Viertelfinale | Viertelfinale |  |  | Halbfinale | Halbfinale | Halbfinale |  |  | Finale           | Finale           | Finale           |
|  |               |               |               |  |  |            |            |            |  |  |                  |                  |                  |
|  | F1            | Kanada        | 5             |  |  |            |            |            |  |  |                  |                  |                  |
|  | E4            | Schweiz       | 1             |  |  |            |            |            |  |  |                  |                  |                  |
|  |               |               |               |  |  | F1         | Kanada     | 4          |  |  |                  |                  |                  |
|  |               |               |               |  |  | E2         | Schweden   | 1          |  |  |                  |                  |                  |
|  | E2            | Schweden      | 7             |  |  |            |            |            |  |  |                  |                  |                  |
|  | F3            | Slowakei      | 4             |  |  |            |            |            |  |  |                  |                  |                  |
|  |               |               |               |  |  |            |            |            |  |  | F1               | Kanada           | 4                |
|  |               |               |               |  |  |            |            |            |  |  | E3               | Finnland         | 2                |
|  | E1            | Russland      | 4             |  |  |            |            |            |  |  |                  |                  |                  |
|  | F4            | Tschechien    | 0             |  |  |            |            |            |  |  |                  |                  |                  |
|  |               |               |               |  |  | E1         | Russland   | 1          |  |  |                  |                  |                  |
|  |               |               |               |  |  | E3         | Finnland   | 2          |  |  | Spiel um Platz 3 | Spiel um Platz 3 | Spiel um Platz 3 |
|  | F2            | USA           | 4             |  |  |            |            |            |  |  | E1               | Russland         | 3                |
|  | E3            | Finnland      | 5             |  |  |            |            |            |  |  | E2               | Schweden         | 1                |

#### Viertelfinale
| 9. Mai 2007 16:15 Uhr (Ortszeit) | Russland A. Markow (6:48) J. Malkin (40:23) A. Radulow (51:24) J. Malkin (54:46) | 4:0 (1:0, 0:0, 3:0) Spielbericht | Tschechien | Chodynka-Arena, Moskau Zuschauer: 12.000 |

| 9. Mai 2007 20:15 Uhr | Schweden F. Warg (7:28) J. Hedström (22:17) T. Mårtensson (26:02) J. Hedström (33:55) T. Mårtensson (47:03) M. Johansson (49:46) T. Mårtensson (59:45) | 7:4 (1:2, 3:0, 3:2) Spielbericht | Slowakei M. Hossa (2:10) R. Kapuš (8:16) B. Radivojevič (41:21) R. Kukumberg (51:27) | Chodynka-Arena, Moskau Zuschauer: 7.000 |

| 10. Mai 2007 16:15 Uhr | Kanada M. Lombardi (15:22) J. Mayers (29:05) R. Nash (34:40) M. Lombardi (46:03) S. Weber (57:31) | 5:1 (1:0, 2:1, 2:0) Spielbericht | Schweiz P. DiPietro (29:43) | Chodynka-Arena, Moskau Zuschauer: 6.000 |

| 10. Mai 2007 20:15 Uhr | USA T. Petersen (20:48) t. Arnason (27:05) L. Stempniak (34:08) A. Hutchinson (54:20) | 4:5 n. P. (0:1, 3:3, 1:0, 0:0, 0:1) Spielbericht | Finnland T. Ruutu (17:03) P. Saravo (24:33) J. Viuhkola (30:27) T. Kallio (35:32) J. Lehtinen (PS) | Chodynka-Arena, Moskau Zuschauer: 6.500 |

#### Halbfinale
| 12. Mai 2007 15:15 Uhr | Russland J. Malkin (8:36) | 1:2 n. V. (1:1, 0:0, 0:0, 0:1) Spielbericht | Finnland J. Hentunen (12:06) M. Koivu (65:40) | Chodynka-Arena, Moskau Zuschauer: 12.000 |

| 12. Mai 2007 19:15 Uhr | Kanada M. Cammalleri (11:05) J. Toews (12:23) E. Staal (18:38) R. Nash (35:17) | 4:1 (3:0, 1:1, 0:0) Spielbericht | Schweden J. Davidsson (26:13) | Chodynka-Arena, Moskau Zuschauer: 8.000 |

#### Spiel um Platz 3
| 13. Mai 2007 16:15 Uhr | Russland A. Jemelin (6:18) S. Sinowjew (9:39) A. Frolow (21:04) | 3:1 (2:0, 1:0, 0:1) Spielbericht | Schweden A. Steen (48:08) | Chodynka-Arena, Moskau Zuschauer: 7.500 |

#### Finale
| 13. Mai 2007 20:15 Uhr | Kanada R. Nash (6:30) E. Staal (13:48) C. Armstrong (29:11) R. Nash (58:54) | 4:2 (2:0, 1:0, 1:2) Spielbericht | Finnland P. Kontiola (51:08) A. Miettinen (57:44) | Chodynka-Arena, Moskau Zuschauer: 12.000 |

### Statistik

#### Beste Scorer
Abkürzungen: Sp = Spiele, T = Tore, V = Assists, Pkt = Punkte, +/− = Plus/Minus, SM = Strafminuten; Fett: Turnierbestwert
| Spieler          | Team     | Sp | T | V  | Pkt | +/− | SM |
| ---------------- | -------- | -- | - | -- | --- | --- | -- |
| Johan Davidsson  | Schweden | 9  | 7 | 7  | 14  | +3  | 2  |
| Alexei Morosow   | Russland | 7  | 8 | 5  | 13  | +9  | 6  |
| Sergei Sinowjew  | Russland | 9  | 3 | 10 | 13  | +10 | 12 |
| Matthew Lombardi | Kanada   | 9  | 6 | 6  | 12  | +4  | 4  |
| Danis Saripow    | Russland | 9  | 3 | 9  | 12  | +10 | 6  |
| Rick Nash        | Kanada   | 9  | 6 | 5  | 11  | +8  | 4  |
| Alexander Frolow | Russland | 9  | 5 | 6  | 11  | +4  | 0  |
| Marián Gáborík   | Slowakei | 6  | 5 | 6  | 11  | +6  | 14 |
| Tony Mårtensson  | Schweden | 9  | 4 | 7  | 11  | +8  | 8  |
| Lee Stempniak    | USA      | 7  | 6 | 4  | 10  | +2  | 27 |

#### Beste Torhüter
Abkürzungen: Sp = Spiele, Min = Eiszeit (in Minuten), SaT = Schüsse aufs Tor, GT = Gegentore, Sv% = gehaltene Schüsse (in %), GTS = Gegentorschnitt, SO = Shutouts; Fett: Turnierbestwert
Erfasst werden nur Torhüter, die mindestens 40 % der Gesamtspielzeit eines Teams absolviert haben. Sortiert nach Fangquote (Sv%).
| Spieler              | Team     | Sp | Min    | SaT | GT | SO | Sv%   | GTS  |
| -------------------- | -------- | -- | ------ | --- | -- | -- | ----- | ---- |
| Alexander Jerjomenko | Russland | 6  | 365:40 | 141 | 6  | 2  | 95,74 | 0,98 |
| Cam Ward             | Kanada   | 5  | 300:00 | 130 | 11 | 0  | 91,54 | 2,20 |
| Kari Lehtonen        | Finnland | 6  | 373:59 | 138 | 12 | 1  | 91,30 | 1,93 |
| Dwayne Roloson       | Kanada   | 4  | 240:23 | 112 | 10 | 0  | 91,07 | 2,50 |
| Jonas Hiller         | Schweiz  | 6  | 358:50 | 167 | 15 | 0  | 91,02 | 2,51 |

### Abschlussplatzierungen
Die Platzierungen ergaben sich nach folgenden Kriterien:
- Plätze 1 bis 4: Ergebnisse im Finale sowie im Spiel um Platz 3
- Plätze 5 bis 8 (Verlierer der Viertelfinalpartien): nach Platzierung – dann Punkten, dann Tordifferenz – in der Zwischenrunde
- Plätze 9 bis 12 (5./6. in der Zwischenrunde): nach Platzierung – dann Punkten, dann Tordifferenz – in der Zwischenrunde
- Plätze 13 bis 16 (Abstiegsrunde): nach Platzierung in der Abstiegsrunde

| Pl. | Team        |
| --- | ----------- |
| 1   | Kanada      |
| 2   | Finnland    |
| 3   | Russland    |
| 4   | Schweden    |
| 5   | USA         |
| 6   | Slowakei    |
| 7   | Tschechien  |
| 8   | Schweiz     |
| 9   | Deutschland |
| 10  | Dänemark    |
| 11  | Belarus     |
| 12  | Italien     |
| 13  | Lettland    |
| 14  | Norwegen    |
| 15  | Österreich  |
| 16  | Ukraine     |

### Titel, Auf- und Abstieg

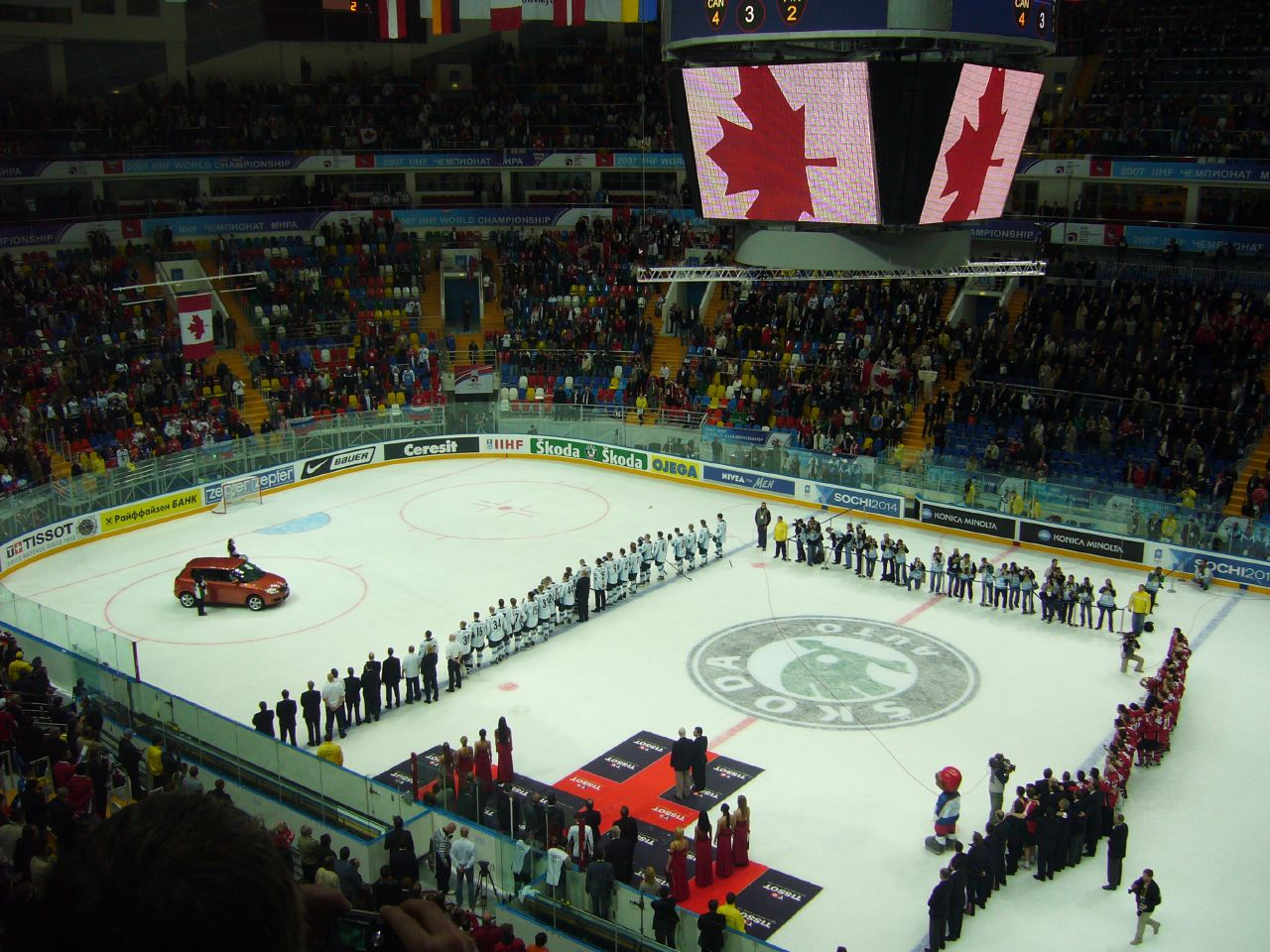
Medaillenvergabe der Weltmeisterschaft

| Weltmeister Kanada | Colby Armstrong, Eric Brewer, Mike Cammalleri, Jason Chimera, Mike Commodore, Shane Doan, Dan Hamhuis, Barret Jackman, Matthew Lombardi, Chris Mason, Jamal Mayers, Jay McClement, Cory Murphy, Rick Nash, Dion Phaneuf, Dwayne Roloson, Nick Schultz, Eric Staal, Jordan Staal, Jonathan Toews, Cam Ward, Shea Weber, Justin Williams Cheftrainer: Andy Murray Assistenztrainer: Gerard Gallant, Mike Johnston |
| Silber Finnland    | Aki-Petteri Berg, Sean Bergenheim, Jukka Hentunen, Tomi Kallio, Niko Kapanen, Petri Kontiola, Ville Koistinen, Mikko Koivu, Lasse Kukkonen, Jukka-Pekka Laamanen, Jere Lehtinen, Kari Lehtonen, Tuukka Mäntylä, Antti Miettinen, Fredrik Norrena, Petteri Nummelin, Timo Pärssinen, Ville Peltonen, Mika Pyörälä, Jarkko Ruutu, Tuomo Ruutu, Pekka Saravo, Toni Söderholm, Jari Viuhkola, Sinuhe Wallinheimo Cheftrainer: Erkka Westerlund Assistenztrainer: Risto Dufva, Hannu Virta                                 |
| Bronze Russland    | Witali Atjuschow, Konstantin Barulin, Alexander Charitonow, Alexander Frolow, Denis Grebeschkow, Sergei Gontschar, Alexei Jemelin, Alexander Jerjomenko, Maxim Kondratjew, Wassili Koschetschkin, Ilja Kowaltschuk, Nikolai Kuljomin, Jewgeni Malkin, Andrei Markow, Alexei Morosow, Iwan Neprjajew, Ilja Nikulin, Alexander Owetschkin, Witali Proschkin, Alexander Radulow, Danis Saripow, Sergei Sinowjew, Pjotr Stschastliwy Cheftrainer: Wjatscheslaw Bykow Assistenztrainer: Sergei Nemtschinow, Igor Sacharkin |

| Absteiger in die Division IA:   | Österreich, Ukraine   |
| Aufsteiger in die Top-Division: | Frankreich, Slowenien |

### Auszeichnungen
Spielertrophäen
| Auszeichnung         | Spieler        | Team     |
| -------------------- | -------------- | -------- |
| Wertvollster Spieler | Rick Nash      | Kanada   |
| Bester Torhüter      | Kari Lehtonen  | Finnland |
| Bester Verteidiger   | Andrei Markow  | Russland |
| Bester Stürmer       | Alexei Morosow | Russland |

All-Star-Team
| Angriff:      | Rick Nash – Jewgeni Malkin – Alexei Morosow |
| Verteidigung: | Petteri Nummelin – Andrei Markow            |
| Tor:          | Kari Lehtonen                               |

## Division I

### Gruppe A in Qiqihar, Volksrepublik China
Das Turnier der Gruppe A wurde vom 15. bis 21. April 2007 in Qiqihar in der Volksrepublik China ausgetragen. Die Spiele fanden in der Qiqihar-Eishalle statt. Insgesamt besuchten 22.156 Zuschauer die 15 Turnierspiele, was einem Schnitt von 1.477 pro Partie entspricht.
| 15. April 2007 13:30 Uhr (Ortszeit) | 15. April 2007 7:30 Uhr (MESZ) | Volksrepublik China | 0:12 (0:3, 0:5, 0:4) Spielbericht | Kasachstan D. Jessirkenow (3:12) A. Troschtschinski (7:18) T. Schailauow (11:28) K. Kassatkin (22:45) A. Gawrilin (23:11) K. Kassatkin (31:27) K. Kassatkin (35:50) D. Jessirkenow (37:15) J. Fadejew (44:17) L. Krutochwostow (46:47) A. Gawrilin (52:45) J. Fadejew (58:48) | Qiqihar-Eishalle, Qiqihar Zuschauer: 2.322 |

| 15. April 2007 17:00 Uhr | 15. April 2007 11:00 Uhr | Estland A. Makrov (27:20) A. Makrov (32:41) A. Makrov (34:09) T. Suursoo (PS) | 4:3 n. P. (0:1, 3:2, 0:0, 0:0, 1:0) Spielbericht | Frankreich V. Bachet (17:35) A. Lussier (25:51) L. Meunier (28:50) | Qiqihar-Eishalle, Qiqihar Zuschauer: 1.145 |

| 15. April 2007 20:30 Uhr | 15. April 2007 14:30 Uhr | Niederlande B. Smulders (35:22) C. van Schagen (45:57) J. Schaafsma (47:27) | 3:4 n. P. (0:1, 1:2, 2:0, 0:0, 0:1) Spielbericht | Polen G. Pasiut (4:36) L. Laszkiewicz (27:33) M. Łopuski (30:37) L. Laszkiewicz (PS) | Qiqihar-Eishalle, Qiqihar Zuschauer: 1.235 |

| 16. April 2007 13:30 Uhr | 16. April 2007 7:30 Uhr | Kasachstan A. Troschtschinski (30:02) M. Komissarow (54:12) | 2:1 (0:0, 1:0, 1:1) Spielbericht | Estland L. Lahesalu (55:05) | Qiqihar-Eishalle, Qiqihar Zuschauer: 1.483 |

| 16. April 2007 17:00 Uhr | 16. April 2007 11:00 Uhr | Frankreich V. Bachet (15:41) J. Zwikel (20:44) Y. Treille (26:20) L. Tardif (42:15) | 4:2 (1:1, 2:1, 1:0) Spielbericht | Niederlande S. de Wit (9:43) J. Schaafsma (33:52) | Qiqihar-Eishalle, Qiqihar Zuschauer: 1.324 |

| 16. April 2007 20:30 Uhr | 16. April 2007 14:30 Uhr | Polen L. Laszkiewicz (7:06) A. Labryga (14:49) J. Płachta (20:31) J. Płachta (25:53) L. Laszkiewicz (31:21) J. Różański (38:49) S. Gonera (40:58) S. Gonera (51:18) M. Jaros (59:25) | 9:1 (2:0, 4:1, 3:0) Spielbericht | Volksrepublik China Yin K. (37:02) | Qiqihar-Eishalle, Qiqihar Zuschauer: 1.325 |

| 18. April 2007 13:30 Uhr | 18. April 2007 7:30 Uhr | Kasachstan M. Komissarow (0:53) A. Koreschkow (10:11) M. Komissarow (14:21) A. Koreschkow (37:00) L. Krutochwostow (45:50) | 5:2 (3:1, 1:1, 1:0) Spielbericht | Niederlande B. van den Braak (19:09) B. Smulders (38:07) | Qiqihar-Eishalle, Qiqihar Zuschauer: 978 |

| 18. April 2007 17:00 Uhr | 18. April 2007 11:00 Uhr | Volksrepublik China Cui Z. (8:24) Zhang W. (27:05) Liu H. (28:19) Du C. (45:33) | 4:5 (1:4, 2:1, 1:0) Spielbericht | Estland K. Kolpakov (3:47) M. Ivanov (4:52) V. Titarenko (12:37) T. Suursoo (16:54) M. Ivanov (32:00) | Qiqihar-Eishalle, Qiqihar Zuschauer: 2.316 |

| 18. April 2007 20:30 Uhr | 18. April 2007 14:30 Uhr | Frankreich J. Desrosiers (19:52) F. Rozenthal (20:14) N. Besch (28:20) J. Desrosiers (35:20) | 4:0 (1:0, 3:0, 0:0) Spielbericht | Polen | Qiqihar-Eishalle, Qiqihar Zuschauer: 825 |

| 19. April 2007 13:30 Uhr | 19. April 2007 7:30 Uhr | Estland M. Ivanov (5:00) A. Makrov (30:41) A. Makrov (58:47) | 3:4 n. V. (1:1, 1:1, 1:1, 0:1) Spielbericht | Niederlande C. Euverman (11:29) B. Smulders (26:50) J. Teunissen (40:33) M. Korthuis (61:49) | Qiqihar-Eishalle, Qiqihar Zuschauer: 764 |

| 19. April 2007 17:00 Uhr | 19. April 2007 11:00 Uhr | Polen J. Płachta (3:21) J. Płachta (8:15) J. Płachta (27:07) M. Dulęba (29:54) M. Rompkowski (36:59) | 5:2 (2:0, 3:2, 0:0) Spielbericht | Kasachstan M. Komissarow (28:04) A. Koreschkow (35:25) | Qiqihar-Eishalle, Qiqihar Zuschauer: 854 |

| 19. April 2007 20:30 Uhr | 19. April 2007 14:30 Uhr | Frankreich P.-É. Bellemare (1:29) N. Pousset (3:00) L. Meunier (6:20) L. Gras (10:26) S. Treille (11:13) Y. Treille (13:15) F. Rozenthal (25:00) L. Tardif (27:05) F. Rozenthal (38:35) S. Treille (58:12) | 10:0 (6:0, 3:0, 1:0) Spielbericht | Volksrepublik China | Qiqihar-Eishalle, Qiqihar Zuschauer: 1.568 |

| 21. April 2007 12:30 Uhr | 21. April 2007 6:30 Uhr | Niederlande B. Smulders (5:50) B. Smulders (7:44) M. Kars (8:06) M. Kars (15:20) J. Schaafsma (18:17) D. Hagemeijer (25:07) B. Smulders (41:33) J. Teunissen (43:55) M. Korthuis (51:10) | 9:3 (5:0, 1:2, 3:1) Spielbericht | Volksrepublik China Liu H. (26:46) Du C. (28:18) Wang D. (46:43) | Qiqihar-Eishalle, Qiqihar Zuschauer: 1.576 |

| 21. April 2007 17:00 Uhr | 21. April 2007 11:00 Uhr | Polen L. Laszkiewicz (10:37) A. Labryga (27:19) G. Pasiut (36:13) J. Różański (61:35) | 4:3 n. V. (1:2, 2:0, 0:1, 1:0) Spielbericht | Estland K. Kaljuste (7:39) A. Makrov (15:23) A. Petrov (45:37) | Qiqihar-Eishalle, Qiqihar Zuschauer: 1.231 |

| 21. April 2007 20:30 Uhr | 21. April 2007 14:30 Uhr | Kasachstan L. Krutochwostow (25:00) | 1:3 (0:1, 1:0, 0:2) Spielbericht | Frankreich P.-É. Bellemare (13:46) B. Quessandier (44:08) L. Meunier (59:29) | Qiqihar-Eishalle, Qiqihar Zuschauer: 3.210 |

| Pl. |                     | Sp | S | OTS | OTN | N | Tore  | Punkte |
| --- | ------------------- | -- | - | --- | --- | - | ----- | ------ |
| 1.  | Frankreich          | 5  | 4 | 0   | 1   | 0 | 24:07 | 13     |
| 2.  | Polen               | 5  | 2 | 2   | 0   | 1 | 22:13 | 10     |
| 3.  | Kasachstan          | 5  | 3 | 0   | 0   | 2 | 22:11 | 9      |
| 4.  | Estland             | 5  | 1 | 1   | 2   | 1 | 16:17 | 7      |
| 5.  | Niederlande         | 5  | 1 | 1   | 1   | 2 | 20:19 | 6      |
| 6.  | Volksrepublik China | 5  | 0 | 0   | 0   | 5 | 08:45 | 0      |

Abkürzungen: Pl. = Platz, Sp = Spiele, S = Siege, OTS = Siege nach Verlängerung (Overtime) oder Penaltyschießen, OTN = Niederlagen nach Verlängerung oder Penaltyschießen, N = Niederlagen

Erläuterungen: Aufsteiger in die Top-Division, Absteiger in die Division II

#### Division-I-Siegermannschaft
| Division-I-Aufsteiger Frankreich | Baptiste Amar, Vincent Bachet, Stéphane Barin, Pierre-Édouard Bellemare, Nicolas Besch, Jean-François Bonnard, Olivier Coqueux, Julien Desrosiers, Eddy Ferhi, Laurent Gras, Kévin Hecquefeuille, Fabrice Lhenry, Anthoine Lussier, Clément Masson, Laurent Meunier, Nicolas Pousset, Benoît Quessandier, François Rozenthal, Luc Tardif, Sacha Treille, Yorick Treille, Jonathan Zwikel Trainer: Dave Henderson |

### Gruppe B in Ljubljana, Slowenien
Das Turnier der Gruppe B wurde vom 22. bis 28. April 2007 in der slowenischen Hauptstadt Ljubljana ausgetragen. Die Spiele fanden in der 4.500 Zuschauer fassenden Hala Tivoli statt. Insgesamt besuchten 29.230 Zuschauer die 15 Turnierspiele, was einem Schnitt von 1.948 pro Partie entspricht.
| 15. April 2007 13:00 Uhr (Ortszeit) | Großbritannien D. Meyers (3:33) G. Owen (18:36) A. Tait (27:48) P. Sample (37:00) | 4:3 (2:0, 2:1, 0:2) Spielbericht | Japan Y. Iimura (21:38) M. Nishiwaki (57:45) T. Suzuki (59:08) | Hala Tivoli, Ljubljana Zuschauer: 550 |

| 15. April 2007 16:30 Uhr | Ungarn B. Ladányi (6:49) C. Kovács (10:55) C. Kovács (22:52) B. Ladányi (27:18) G. Ocskay (38:49) A. Horváth (41:26) | 6:1 (2:0, 3:1, 1:0) Spielbericht | Litauen D. Lelėnas (33:42) | Hala Tivoli, Ljubljana Zuschauer: 820 |

| 15. April 2007 20:00 Uhr | Rumänien C. Geru (8:51) | 1:10 (1:3, 0:2, 0:5) Spielbericht | Slowenien I. Jan (5:39) I. Jan (6:12) M. Rodman (10:23) M. Hafner (22:17) I. Jan (23:03) J. Avgustinčič (42:11) D. Rodman (43:49) A. Kopitar (49:05) T. Razingar (55:32) E. Murič (59:54) | Hala Tivoli, Ljubljana Zuschauer: 3.350 |

| 16. April 2007 13:00 Uhr | Litauen D. Vaiciukevičius (31:59) A. Kaminskas (45:38) Š. Kuliešius (53:33) | 3:2 (0:1, 1:1, 2:0) Spielbericht | Großbritannien T. Watkins (15:49) M. Richardson (31:40) | Hala Tivoli, Ljubljana Zuschauer: 450 |

| 16. April 2007 16:30 Uhr | Japan T. Suzuki (0:09) M. Nishiwaki (3:23) G. Tanaka (21:45) G. Tanaka (31:11) R. Kawai (54:49) K. Itō (60:44) | 6:5 n. V. (2:1, 2:1, 1:3, 1:0) Spielbericht | Rumänien I. Timaru (13:49) I. Timaru (27:05) I. Timaru (41:40) C. Geru (46:36) L. Elekes (53:34) | Hala Tivoli, Ljubljana Zuschauer: 350 |

| 16. April 2007 20:00 Uhr | Slowenien T. Razingar (2:26) D. Varl (3:23) E. Murič (15:17) M. Sotlar (44:14) | 4:1 (3:0, 0:1, 1:0) Spielbericht | Ungarn I. Peterdi (25:25) | Hala Tivoli, Ljubljana Zuschauer: 5.000 |

| 18. April 2007 13:00 Uhr | Litauen D. Kumeliauskas (43:37) A. Kaminskas (47:56) | 2:6 (0:1, 0:3, 2:2) Spielbericht | Japan M. Ogawa (17:20) C. Yule (36:22) M. Nishiwaki (36:40) C. Yule (37:30) Y. Iimura (41:42) F. Miyauchi (51:25) | Hala Tivoli, Ljubljana Zuschauer: 320 |

| 18. April 2007 16:30 Uhr | Rumänien L. Elekes (7:37) E. Moldován (33:38) E. Moldován (37:40) | 3:5 (1:1, 2:4, 0:0) Spielbericht | Ungarn M. Vas (14:04) A. Horváth (21:08) L. Tőkési (31:13) I. Peterdi (36:25) A. Hoffmann (36:46) | Hala Tivoli, Ljubljana Zuschauer: 470 |

| 18. April 2007 20:00 Uhr | Slowenien T. Razingar (28:10) G. Polončič (31:08) G. Polončič (34:28) G. Polončič (51:56) | 4:0 (0:0, 3:0, 1:0) Spielbericht | Großbritannien | Hala Tivoli, Ljubljana Zuschauer: 5.000 |

| 19. April 2007 13:00 Uhr | Litauen E. Bauba (15:28) R. Aliukonis (23:19) D. Pliskauskas (37:32) E. Bauba (50:30) D. Kumeliauskas (55:20) | 5:2 (0:1, 2:1, 2:0) Spielbericht | Rumänien L. Elekes (18:04) L. Elekes (52:00) | Hala Tivoli, Ljubljana Zuschauer: 310 |

| 19. April 2007 16:30 Uhr | Ungarn G. Ocskay (31:25) G. Majoross (34:01) B. Ladányi (49:38) K. Palkovics (56:50) | 4:2 (0:1, 2:1, 2:0) Spielbericht | Großbritannien T. Watkins (16:40) J. Phillips (27:57) | Hala Tivoli, Ljubljana Zuschauer: 1.100 |

| 19. April 2007 20:00 Uhr | Japan T. Suzuki (15:25) | 1:7 (1:3, 0:1, 0:3) Spielbericht | Slowenien U. Vidmar (6:34) A. Terlikar (14:35) T. Razingar (15:51) M. Hafner (24:36) T. Razingar (43:18) E. Murič (50:42) M. Sotlar (56:01) | Hala Tivoli, Ljubljana Zuschauer: 5.000 |

| 21. April 2007 13:00 Uhr | Großbritannien A. Tait (15:09) N. Rempel (22:39) D. Longstaff (24:18) J. Weaver (27:24) N. Rempel (29:34) N. Rempel (45:06) | 6:1 (1:0, 4:1, 1:0) Spielbericht | Rumänien T. Basilidesz (36:53) | Hala Tivoli, Ljubljana Zuschauer: 580 |

| 21. April 2007 16:30 Uhr | Japan T. Uchiyama (29:48) Y. Iimura (34:24) M. Nishiwaki (44:21) | 3:4 n. P. (0:0, 2:1, 1:2, 0:0, 0:1) Spielbericht | Ungarn A. Horváth (22:59) B. Ladányi (43:02) B. Ladányi (45:57) C. Kovács (PS) | Hala Tivoli, Ljubljana Zuschauer: 930 |

| 21. April 2007 20:00 Uhr | Slowenien M. Rebolj (26:34) G. Polončič (33:23) T. Razingar (50:20) D. Rodman (58:40) | 4:2 (0:0, 2:1, 2:1) Spielbericht | Litauen Š. Kuliešius (27:44) Š. Kuliešius (55:53) | Hala Tivoli, Ljubljana Zuschauer: 5.000 |

| Pl. |                | Sp | S | OTS | OTN | N | Tore  | Punkte |
| --- | -------------- | -- | - | --- | --- | - | ----- | ------ |
| 1.  | Slowenien      | 5  | 5 | 0   | 0   | 0 | 29:05 | 15     |
| 2.  | Ungarn         | 5  | 3 | 1   | 0   | 1 | 20:13 | 11     |
| 3.  | Japan          | 5  | 1 | 1   | 1   | 2 | 19:22 | 6      |
| 4.  | Großbritannien | 5  | 2 | 0   | 0   | 3 | 14:15 | 6      |
| 5.  | Litauen        | 5  | 2 | 0   | 0   | 3 | 13:20 | 6      |
| 6.  | Rumänien       | 5  | 0 | 0   | 1   | 4 | 12:32 | 1      |

Abkürzungen: Pl. = Platz, Sp = Spiele, S = Siege, OTS = Siege nach Verlängerung (Overtime) oder Penaltyschießen, OTN = Niederlagen nach Verlängerung oder Penaltyschießen, N = Niederlagen

Erläuterungen: Aufsteiger in die Top-Division, Absteiger in die Division II

#### Division-IB-Siegermannschaft
| Division-IB-Aufsteiger Slowenien | Jaka Avgustinčič, Robert Ciglenečki, Damjan Dervarič, Gaber Glavič, Jurij Goličič, Milan Hafner, Tomo Hafner, Andrej Hočevar, Ivo Jan, Anže Kopitar, Egon Murič, Gregor Polončič, Boris Pretnar, Tomaž Razingar, Miha Rebolj, Mitja Robar, David Rodman, Marcel Rodman, Mitja Sotlar, Anže Terlikar, Dejan Varl, Uroš Vidmar Trainer: Ted Sator |

### Auf- und Abstieg
| Absteiger aus der Top-Division: | Österreich, Ukraine           |
| Aufsteiger in die Top-Division: | Frankreich, Slowenien         |
| Absteiger in die Division II:   | Volksrepublik China, Rumänien |
| Aufsteiger aus der Division II: | Kroatien, Südkorea            |

## Division II

### Gruppe A in Zagreb, Kroatien
Das Turnier der Gruppe A wurde vom 11. bis 17. April 2007 in der kroatischen Hauptstadt Zagreb ausgetragen. Die Spiele fanden im 6.500 Zuschauer fassenden Dom sportova statt. Insgesamt besuchten 11.550 Zuschauer die 15 Turnierspiele, was einem Schnitt von 770 pro Partie entspricht.
| 11. April 2007 14:00 Uhr (Ortszeit) | Türkei G. Taşdemir (20:26) C. Çıplak (29:47) C. Çıplak (29:58) C. Çıplak (56:03) | 4:6 (0:1, 3:0, 1:5) Spielbericht | Serbien M. Milovanović (17:38) Boj. Janković (42:29) P. Milosavljević (47:21) M. Sretović (52:16) M. Sretović (54:13) P. Milosavljević (57:25) | Dom sportova, Zagreb Zuschauer: 100 |

| 11. April 2007 17:15 Uhr | Bulgarien | 0:4 (0:0, 0:1, 0:3) Spielbericht | Spanien J. Brabo (31:45) I. Salegui (47:31) J. Bernet (48:47) I. Salegui (53:01) | Dom sportova, Zagreb Zuschauer: 100 |

| 11. April 2007 20:30 Uhr | Belgien T. Vos (21:21) B. Nuyts (38:45) N. de Herdt (42:16) B. Nuyts (49:04) | 4:13 (0:6, 2:3, 2:4) Spielbericht | Kroatien M. Novak (3:37) V. Chovanec (5:37) D. Gojanović (9:41) M. Mlađenović (9:59) D. Plahutar (10:33) M. Mlađenović (12:08) M. Novak (28:47) V. Žibret (32:15) T. Grozaj (32:35) D. Gojanović (43:06) M. Mlađenović (49:11) K. Švigir (51:06) V. Žibret (56:05) | Dom sportova, Zagreb Zuschauer: 2.000 |

| 12. April 2007 14:00 Uhr | Bulgarien | 0:6 (0:4, 0:1, 0:1) Spielbericht | Belgien S. Sysmans (10:10) S. Sysmans (15:00) N. de Herdt (15:52) J. Mertens (17:25) S. Szarzynski (24:34) V. Morgan (50:11) | Dom sportova, Zagreb Zuschauer: 100 |

| 12. April 2007 17:15 Uhr | Spanien I. Salegui (0:24) P. Muñoz (10:24) E. Paz (16:37) I. Salegui (26:47) P. Muñoz (34:13) A. Pedraz (36:39) I. Codina (41:20) E. Paz (46:37) P. Muñoz (47:41) A. Armiño (56:16) | 10:2 (3:1, 3:0, 4:1) Spielbericht | Türkei C. Çıplak (5:41) C. Çıplak (40:20) | Dom sportova, Zagreb Zuschauer: 100 |

| 12. April 2007 20:30 Uhr | Kroatien M. Brumerčík (15:32) O. Ciganović (59:34) | 2:0 (1:0, 0:0, 1:0) Spielbericht | Serbien | Dom sportova, Zagreb Zuschauer: 4.000 |

| 14. April 2007 14:00 Uhr | Bulgarien S. Batschwarow (1:45) A. Jotow (10:33) R. Zwetkow (11:50) M. Bojadschiew (28:55) A. Jotow (37:20) M. Bojadschiew (51:28) A. Jotow (54:07) | 7:5 (3:3, 2:2, 2:0) Spielbericht | Türkei G. Çetinkaya (4:18) F. Güçlü (9:47) C. Baykan (16:15) G. Hamarat (20:24) C. Çıplak (37:54) | Dom sportova, Zagreb Zuschauer: 100 |

| 14. April 2007 17:15 Uhr | Belgien B. Nuyts (32:50) J. Mertens (55:20) | 2:1 (0:1, 1:0, 1:0) Spielbericht | Serbien N. Milinković (6:47) | Dom sportova, Zagreb Zuschauer: 150 |

| 14. April 2007 20:30 Uhr | Kroatien M. Lovrenčić (5:56) D. Plahutar (16:50) M. Lovrenčić (25:45) O. Ciganović (33:17) M. Lovrenčić (33:32) K. Švigir (47:18) O. Ciganović (55:28) K. Švigir (56:40) | 8:2 (2:0, 3:1, 3:1) Spielbericht | Spanien J. Bernet (32:16) S. Barnola (44:52) | Dom sportova, Zagreb Zuschauer: 2.500 |

| 15. April 2007 14:00 Uhr | Spanien E. Paz (7:20) A. Lizundia (28:00) | 2:3 (1:2, 1:0, 0:1) Spielbericht | Belgien D. Steijnen (5:17) B. Nuyts (15:30) S. Sysmans (52:39) | Dom sportova, Zagreb Zuschauer: 100 |

| 15. April 2007 17:15 Uhr | Serbien N. Milinković (1:29) Bog. Janković (4:11) N. Raković (49:19) U. Aleksić (50:49) Boj. Janković (53:14) M. Sretović (56:01) M. Sretović (58:24) | 7:1 (2:0, 0:1, 5:0) Spielbericht | Bulgarien J. Tersiew (27:20) | Dom sportova, Zagreb Zuschauer: 100 |

| 15. April 2007 20:30 Uhr | Türkei C. Çıplak (12:54) G. Hamarat (52:24) | 2:25 (0:7, 1:11, 1:7) Spielbericht | Kroatien D. Gojanović (3:26) M. Kopajtić (6:07) M. Lovrenčić (6:21) M. Lovrenčić (10:48) O. Ciganović (13:43) M. Novak (14:18) S. Belić (16:01) O. Ciganović (25:32) T. Grozaj (26:27) D. Plahutar (27:24) M. Lovrenčić (32:29) K. Švigir (33:51) I. Glavota (34:03) T. Grozaj (34:32) M. Brumerčík (35:49) K. Švigir (36:05) M. Novak (36:28) M. Ljubić (39:03) M. Lovrenčić (40:13) M. Lovrenčić (40:33) O. Ciganović (44:02) M. Novak (44:33) T. Grozaj (45:12) M. Lovrenčić (51:28) T. Grozaj (56:15) | Dom sportova, Zagreb Zuschauer: 1.000 |

| 17. April 2007 14:00 Uhr | Serbien M. Sretović (7:12) P. Milosavljević (14:55) F. Mirković (22:59) U. Brestovać (44:38) | 4:7 (2:5, 1:1, 1:1) Spielbericht | Spanien A. Gavilánes (0:15) A. Lizundia (1:49) P. Muñoz (5:32) A. Lizundia (11:49) E. Paz (18:18) G. Echevarria (31:00) J. Bernet (43:12) | Dom sportova, Zagreb Zuschauer: 100 |

| 17. April 2007 17:15 Uhr | Belgien D. Steijnen (2:45) J. Kustermans (3:26) S. Szarzynski (3:40) D. Geerts (13:24) D. Steijnen (16:59) V. Morgan (26:35) W. Szarzynski (30:25) B. Vercammen (33:46) S. Van Buren (49:03) J. Peusens (52:36) | 10:2 (5:1, 3:1, 2:0) Spielbericht | Türkei C. Çıplak (14:52) C. Çıplak (35:42) | Dom sportova, Zagreb Zuschauer: 100 |

| 17. April 2007 20:30 Uhr | Kroatien T. Grozaj (12:19) V. Chovanec (22:30) M. Lovrenčić (26:35) O. Ciganović (33:30) M. Brumerčík (37:26) M. Mlađenović (41:59) M. Mlađenović (45:58) M. Tadić (48:50) J. Kučera (55:47) T. Grozaj (59:33) | 10:2 (1:1, 4:0, 5:1) Spielbericht | Bulgarien A. Jotow (10:47) G. Dimitrow (48:29) | Dom sportova, Zagreb Zuschauer: 1.000 |

| Pl. |           | Sp | S | OTS | OTN | N | Tore  | Punkte |
| --- | --------- | -- | - | --- | --- | - | ----- | ------ |
| 1.  | Kroatien  | 5  | 5 | 0   | 0   | 0 | 58:10 | 15     |
| 2.  | Belgien   | 5  | 4 | 0   | 0   | 1 | 25:18 | 12     |
| 3.  | Spanien   | 5  | 3 | 0   | 0   | 2 | 25:17 | 9      |
| 4.  | Serbien   | 5  | 2 | 0   | 0   | 3 | 18:16 | 6      |
| 5.  | Bulgarien | 5  | 1 | 0   | 0   | 4 | 10:32 | 3      |
| 6.  | Türkei    | 5  | 0 | 0   | 0   | 5 | 15:58 | 0      |

Abkürzungen: Pl. = Platz, Sp = Spiele, S = Siege, OTS = Siege nach Verlängerung (Overtime) oder Penaltyschießen, OTN = Niederlagen nach Verlängerung oder Penaltyschießen, N = Niederlagen

Erläuterungen: Aufsteiger in die Division I, Absteiger in die Division III

#### Division-II-Siegermannschaft
| Division-II-Aufsteiger Kroatien | Saša Belić, Vanja Belić, Miroslav Brumerčík, Viliam Chovanec, Oliver Ciganović, Ivan Glavota, Damir Gojanović, Tomislav Grozaj, Igor Jačmenjak, Matija Kopajtić, Janko Kučera, Marko Ljubić, Marko Lovrenčić, Mato Mlađenović, Mario Novak, Luka Novosel, Danijel Plahutar, Nenad Škrapec, Ivan Spajić, Krešimir Švigir, Marko Tadić, Veljko Žibret Trainer: Rudolf Uličný |

### Gruppe B in Seoul, Südkorea
Das Turnier der Gruppe B wurde vom 2. bis 8. April 2007 in der südkoreanischen Hauptstadt Seoul ausgetragen. Die Spiele fanden in der 5.000 Zuschauer fassenden Mokdong-Eissporthalle statt. Insgesamt besuchten 6.855 Zuschauer die zehn Turnierspiele, was einem Schnitt von 685 pro Partie entspricht.
| 2. April 2007 13:00 Uhr (Ortszeit) | 2. April 2007 6:00 Uhr (MESZ) | Südkorea Kim K.-s. (18:53) Kim E.-j. (31:01) Lee Y.-w. (35:45) Baek H.-k. (38:39) Kim K.-s. (57:24) Lee Y.-w. (58:26) | 6:1 (1:0, 3:1, 2:0) Spielbericht | Mexiko E. Glennie (29:01) | Mokdong-Eissporthalle, Seoul Zuschauer: 1.015 |

| 2. April 2007 16:30 Uhr | 2. April 2007 9:30 Uhr | Australien L. Webster (5:17) A. Clayworth (7:38) J. Hughes (46:58) G. Oddy (53:30) | 4:1 (2:1, 0:0, 2:0) Spielbericht | Israel A. Geller (8:07) | Mokdong-Eissporthalle, Seoul Zuschauer: 285 |

| 3. April 2007 16:30 Uhr | 3. April 2007 9:30 Uhr | Südkorea Park W.-s. (0:10) Kim H.-s. (1:17) Lee Y.-j. (6:47) Kim K.-h. (51:57) Kim H.-s. (52:25) | 5:4 (3:2, 0:1, 2:1) Spielbericht | Australien J. Hughes (7:57) L. Webster (8:09) M. Rummukainen (38:51) M. Wand (48:40) | Mokdong-Eissporthalle, Seoul Zuschauer: 1.505 |

| 3. April 2007 20:00 Uhr | 3. April 2007 13:00 Uhr | Mexiko A. Cervantes (54:20) J. Ehlers (55:47) | 2:3 (0:2, 0:1, 2:0) Spielbericht | Island D. Heimisson (1:39) P. Eriksson (17:31) P. Eriksson (31:55) | Mokdong-Eissporthalle, Seoul Zuschauer: 235 |

| 5. April 2007 13:00 Uhr | 5. April 2007 6:00 Uhr | Israel S. Frenkel (12:17) R. Berman (39:55) E. Oosterhuis (49:29) | 3:1 (1:0, 1:0, 1:1) Spielbericht | Mexiko A. Cervantes (56:58) | Mokdong-Eissporthalle, Seoul Zuschauer: 185 |

| 5. April 2007 16:30 Uhr | 5. April 2007 9:30 Uhr | Südkorea Kim K.-s. (0:31) Kim H.-s. (0:56) Kim H.-s. (3:45) Kim E.-j. (4:29) Kim K.-h. (5:51) Kim K.-s. (9:25) Hong H.-m. (14:29) Kim E.-j. (19:13) Lee Y.-w. (20:48) Choi J.-s. (24:34) Kim K.-h. (26:13) Kim E.-j. (26:33) Baek H.-k. (37:23) Park W.-s. (43:25) Kim K.-h. (51:53) Kim E.-j. (57:12) Kwack J.-j. (58:33) | 17:2 (8:1, 5:1, 4:0) Spielbericht | Island D. Heimisson (1:17) Þ. Björnsson (30:54) | Mokdong-Eissporthalle, Seoul Zuschauer: 1.005 |

| 7. April 2007 13:00 Uhr | 7. April 2007 6:00 Uhr | Australien A. White (9:59) J. Keane (12:20) J. Harding (32:06) L. Webster (43:53) S. Stephenson (56:29) | 5:3 (2:1, 1:1, 2:1) Spielbericht | Island G. Þormóðsson (14:50) R. Rúnarsson (34:18) J. Gíslason (42:09) | Mokdong-Eissporthalle, Seoul Zuschauer: 185 |

| 7. April 2007 16:30 Uhr | 7. April 2007 9:30 Uhr | Israel S. Frenkel (10:24) A. Korotin (56:24) | 2:5 (1:3, 0:1, 1:1) Spielbericht | Südkorea Kim K.-s. (9:48) Kim E.-j. (13:27) Park W.-s. (15:15) Park S.-m. (36:12) Kim K.-h. (48:01) | Mokdong-Eissporthalle, Seoul Zuschauer: 2.115 |

| 8. April 2007 14:30 Uhr | 8. April 2007 7:30 Uhr | Mexiko A. Cervantes (21:26) S. Sierra (22:59) | 2:12 (0:2, 2:6, 0:4) Spielbericht | Australien J. Keane (8:24) A. White (17:54) C. Sekura (27:43) M. Rummukainen (28:56) S. Stephenson (29:20) V. Rubes (35:14) G. Oddy (36:53) J. Keane (37:58) J. Hughes (45:38) J. Hughes (52:11) V. Rubes (54:00) G. Oddy (58:39) | Mokdong-Eissporthalle, Seoul Zuschauer: 175 |

| 8. April 2007 18:00 Uhr | 8. April 2007 11:00 Uhr | Island B. Jakobsson (34:34) | 1:5 (0:1, 1:1, 0:3) Spielbericht | Israel L. Sudat (15:30) I. Levy (30:42) L. Sudat (43:36) R. Soreanu (46:38) S. Frenkel (46:58) | Mokdong-Eissporthalle, Seoul Zuschauer: 150 |

| Pl. |            | Sp | S | OTS | OTN | N | Tore  | Punkte |
| --- | ---------- | -- | - | --- | --- | - | ----- | ------ |
| 1.  | Südkorea   | 4  | 4 | 0   | 0   | 0 | 33:09 | 12     |
| 2.  | Australien | 4  | 3 | 0   | 0   | 1 | 25:11 | 9      |
| 3.  | Israel     | 4  | 2 | 0   | 0   | 2 | 11:11 | 6      |
| 4.  | Island     | 4  | 1 | 0   | 0   | 3 | 09:29 | 3      |
| 5.  | Mexiko     | 4  | 0 | 0   | 0   | 4 | 06:24 | 0      |

Abkürzungen: Pl. = Platz, Sp = Spiele, S = Siege, OTS = Siege nach Verlängerung (Overtime) oder Penaltyschießen, OTN = Niederlagen nach Verlängerung oder Penaltyschießen, N = Niederlagen

Erläuterungen: Aufsteiger in die Division I

#### Division-II-Siegermannschaft
| Division-II-Aufsteiger Südkorea | Baek Hyun-ku, Choi Jung-sik, Eum Hyun-seung, Hong Hyun-mok, Hwang Byung-wook, Kim Dong-hwan, Kim Eun-jun, Kim Han-sung, Kim Hong-il, Kim Ki-sung, Kim Kyu-hun, Kim Woo-jae, Kim Yoon-hwan, Kwack Jae-jun, Lee Kwon-jun, Lee Kwun-jae, Lee Yong-jun, Lee Yu-won, Park Sung-min, Park Woo-sang, Son Ho-sung Trainer: Byun Sun-wook |

### Auf- und Abstieg
| Absteiger aus der Division I:    | Volksrepublik China, Rumänien |
| Aufsteiger in die Division I:    | Kroatien, Südkorea            |
| Absteiger in die Division III:   | Nordkorea, Türkei             |
| Aufsteiger aus der Division III: | Irland, Neuseeland            |

## Division III
Das Turnier der Division III wurde vom 15. bis 21. April 2007 im irischen Dundalk ausgetragen. Die Spiele fanden im 1.200 Zuschauer fassenden Dundalk Ice Dome statt. Insgesamt besuchten 6.524 Zuschauer die zehn Turnierspiele, was einem Schnitt von 652 pro Partie entspricht.
| 15. April 2007 13:00 Uhr (Ortszeit) | Irland | 11:0 (2:0, 7:0, 2:0) Spielbericht | Mongolei | Ice Dome, Dundalk Zuschauer: 900 |

| 15. April 2007 16:30 Uhr | Südafrika | 2:5 (1:1, 0:1, 1:3) Spielbericht | Luxemburg | Ice Dome, Dundalk Zuschauer: 200 |

| 16. April 2007 16:30 Uhr | Luxemburg | 10:1 (4:0, 3:0, 3:1) Spielbericht | Mongolei | Ice Dome, Dundalk Zuschauer: 154 |

| 16. April 2007 20:00 Uhr | Neuseeland | 4:2 (0:1, 1:1, 3:0) Spielbericht | Irland | Ice Dome, Dundalk Zuschauer: 764 |

| 18. April 2007 16:30 Uhr | Mongolei | 1:14 (0:2, 1:5, 0:7) Spielbericht | Südafrika | Ice Dome, Dundalk Zuschauer: 534 |

| 18. April 2007 20:00 Uhr | Luxemburg | 3:8 (0:1, 1:5, 2:2) Spielbericht | Neuseeland | Ice Dome, Dundalk Zuschauer: 350 |

| 19. April 2007 16:30 Uhr | Mongolei | 1:10 (0:3, 0:2, 1:5) Spielbericht | Neuseeland | Ice Dome, Dundalk Zuschauer: 625 |

| 19. April 2007 20:00 Uhr | Südafrika | 1:3 (1:1, 0:1, 0:1) Spielbericht | Irland | Ice Dome, Dundalk Zuschauer: 1.000 |

| 21. April 2007 16:30 Uhr | Neuseeland | 7:0 (2:0, 3:0, 2:0) Spielbericht | Südafrika | Ice Dome, Dundalk Zuschauer: 475 |

| 21. April 2007 20:00 Uhr | Irland | 4:3 n. P. (0:0, 2:3, 1:0, 0:0, 1:0) Spielbericht | Luxemburg | Ice Dome, Dundalk Zuschauer: 1.522 |

| Pl. |            | Sp | S | OTS | OTN | N | Tore  | Punkte |
| 1.  | Neuseeland | 4  | 4 | 0   | 0   | 0 | 29:06 | 12     |
| 2.  | Irland     | 4  | 2 | 1   | 0   | 1 | 20:08 | 8      |
| 3.  | Luxemburg  | 4  | 2 | 0   | 1   | 1 | 21:15 | 7      |
| 4.  | Südafrika  | 4  | 1 | 0   | 0   | 3 | 17:16 | 3      |
| 5.  | Mongolei   | 4  | 0 | 0   | 0   | 4 | 03:45 | 0      |

Abkürzungen: Pl. = Platz, Sp = Spiele, S = Siege, OTS = Siege nach Verlängerung (Overtime) oder Penaltyschießen, OTN = Niederlagen nach Verlängerung oder Penaltyschießen, N = Niederlagen

Erläuterungen: Aufsteiger in die Division II

### Division-III-Aufstiegsmannschaften
| Division-III-Aufsteiger Neuseeland | Hayden Argyle, Lukas Birgel, Nick Curnow, Corey Down, Simon Glass, Andrew Hay, Joshua Hay, Laurie Horo, Gareth Livingstone, Jamie Moore Carter, Mitchell Oak, Ryan Paskell, Stephen Reid, Stacey Rout, Jaden Skipper, Daniel Smith, Brett Speirs, Simon Wilson Trainer: Jeff Bonazzo                                                        |
| Division-III-Aufsteiger Irland     | Stephen Cooper, Philip Darcy, Stephen Ewen, David Gibson, Stephen Hamill, Adam Jackson-Wyatt, Dean Kelly, Kevin Kelly, Trevor Kennedy, Simon Kitchen, Robert Leckey, Clan MacNeill, Garrett MacNeill, Gareth Martin, Peter McCarter, Adam McCaul-Coxner, David Morrison, Mark Morrison, William Morrison, Hugh Smyth Trainer: James Tibbets |

### Auf- und Abstieg
| Absteiger in die Division III: | Nordkorea, Türkei  |
| Aufsteiger in die Division II: | Irland, Neuseeland |